# 40-я гвардейская танковая бригада
40-я гвардейская танковая Чертковская ордена Ленина Краснознамённая орденов Суворова, Богдана Хмельницкого и Красной Звезды бригада — танковая бригада Красной армии в годы Великой Отечественной войны.
Сокращённое наименование — 40 гв. тбр.

## История
Свою историю ведёт от сформированной в Московской области в октябре 1941 22-й танковой бригады.
За проявленные личным составом в боях с немецко-фашистскими захватчиками героизм, отвагу, стойкость, организованность, высокое воинское мастерство и дисциплину Приказом НКО № 306 от 23.10.1943 преобразована в 40-ю гвардейскую танковую бригаду (23 октября 1943 года).
В этот же день (23 октября 1943 года) награждена орденом Красного Знамени.
В Проскуровско-Черновицкой наступательной операции отличилась в боях при освобождении 23 марта г. Чертков и удостоена почётного наименования «Чертковская» (3 апреля 1944 года).
За умелые действия, способствовавшие другим соединениям 11-го гвардейского танкового корпуса и 24-й стрелковой дивизии в овладении 29 марта г. Черновицы, награждена орденом Богдана Хмельницкого 2-й степени (8 апреля 1944 года).
Высокое воинское мастерство и отвагу воины бригады показали при разгроме противника в предгорьях Карпат и выходе на советско-румынскую государственную границу, за что она награждена орденом Красной Звезды (18 апреля 1944 года).
В последующем успешно вела бои в Львовско-Сандомирской, Варшавско-Познанской и Восточно-Померанской наступательных операциях.
За боевые отличия при вступлении советских войск в провинцию Бранденбург награждена орденом Суворова 2-й степени (5 апреля 1945 года).
26 апреля 1945 года за образцовое выполнение заданий командования в боях с немецкими захватчиками при прорыве обороны немцев восточнее города Штаргард и овладении городами Бервальде, Темпельбург, Фалькенбург, Драмбург, Вангерин, Лабес, Фрайенвальде, Шифельбайн, Регенвальде, Керлин и проявленные при этом доблесть и мужество награждена орденом Ленина .
В апреле—мае участвовала в Берлинской наступательной операции. В боях за Берлин особенно успешно действовали штурмовые группы, созданные в бригаде.
Согласно приказу НКО № 0013 от 10 июня 1945 г. бригада переформирована в 40-й гвардейский танковый полк .

## Состав
- Управление бригады (штат № 010/500)
- 1-й отд. танковый батальон (штат № 010/501)
- 2-й отд. танковый батальон (штат № 010/501)
- 3-й отд. танковый батальон (штат № 010/501)
- Моторизованный батальон автоматчиков (штат № 010/502)
- Зенитно-пулемётная рота (штат № 010/503)
- Рота управления (штат № 010/504)
- Рота технического обеспечения (штат № 010/505)
- Медсанвзвод (штат № 010/506)

## Подчинение
Периоды вхождения в состав Действующей армии:
- с 30.11.1943 по 06.09.1944
- с 22.11.1944 по 09.05.1945
- входила в состав 11-го гвардейского танкового корпуса, бывший 6-й танковый корпус (генерал-майор Гетман Андрей Лаврентьевич) 1-й танковой армии (генерал-лейтенант Катуков Михаил Ефимович).

## Командование бригады

### Командиры бригады
- 23.10.1943 — 22.03.1944 Веденичев, Нил Григорьевич, полковник
- 22.03.1944 — 31.07.1944 Кошелев, Иван Андреевич[4], подполковник
- 31.07.1944 — 25.08.1944 Готовский, Карл Фёдорович[5], полковник
- 25.08.1944 — 22.09.1944 Смирнов, Михаил Александрович[6], подполковник
- 22.09.1944 — 25.09.1944 Гаев, Виталий Сергеевич, полковник
- 25.09.1944 — 10.06.1945 Смирнов Михаил Александрович, подполковник

### Заместитель командира бригады по строевой части
- Ленский Владимир Еремеевич, гв. полковник (убит 04.03.1945 — ОБД)

### Начальники штаба бригады
- 31.10.1943 — 09.10.1944 Самарин Андрей Васильевич, подполковник
- 09.10.1944 — 10.06.1945 Назаренко Николай Николаевич, подполковник

### Начальник политотдела, заместитель командира по политической части
- 23.10.1943 — 16.07.1945 Рябцев Тимофей Емельянович, подполковник

## Отличившиеся воины
- Власов, Андрей Яковлевич, гвардии капитан, командир танковой роты.
- Захаров, Иван Константинович, гвардии старший лейтенант, командир 1-го танкового батальона.
- Иванов, Борис Петрович, гвардии майор, командир 1-го танкового батальона.
- Назаренко, Александр Константинович, гвардии старший лейтенант, командир танковой роты.
- Уруков, Виталий Иванович, гвардии майор, командир батальона[7]

## Награды и наименования
| Награда, наименование                 | Дата                 | За что получена |
| ------------------------------------- | -------------------- | --- |
| Почётное звание «Гвардейская»         | 23 октября 1943 года | присвоено приказом Народного комиссара обороны СССР за проявленную отвагу в боях за Отечество с немецкими захватчиками, за стойкость, мужество, дисциплину и организованность, за героизм личного состава. |
| Орден Красного Знамени                | 23 октября 1943 года | награждена указом Президиума Верховного Совета СССР «О награждении орденами СССР войсковых частей бронетанковых и механизированных войск Красной Армии» за образцовое выполнение боевых заданий командования на фронте борьбы с немецкими захватчиками и проявленные при этом доблесть и мужество (по преемственности от 22-й танковой бригады). |
| Почётное наименование «Чертковская»   | 3 апреля 1944 года   | присвоено приказом Верховного Главнокомандующего № 078 в ознаменование одержанной победы и отличие в боях при освобождении г. Чертков. |
| Орден Богдана Хмельницкого II степени | 8 апреля 1944 года   | награждена указом Президиума Верховного Совета СССР за образцовое выполнение заданий командования на фронте борьбы с немецкими захватчиками, за освобождение города Черновиц и проявленные при этом доблесть и мужество |
| Орден Красной Звезды                  | 18 апреля 1944 года  | награждена указом Президиума Верховного Совета СССР за образцовое выполнение заданий командования на фронте борьбы с немецкими захватчиками, за высокое воинское мастерство и отвагу при разгроме противника в предгорьях Карпат, выходе на советско-румынскую государственную границу и проявленные при этом доблесть и мужество.               |
| Орден Суворова II степени             | 5 апреля 1945 года   | награждена указом Президиума Верховного Совета СССР за образцовое выполнение боевых заданий командования на фронте борьбы с немецкими захватчиками при вторжении в пределы Бранденбургской провинции и проявленные при этом доблесть и мужество                                                                                                  |
| Орден Ленина                          | 26 апреля 1945 года  | награждена указом Президиума Верховного Совета СССР за образцовое выполнение боевых заданий командования на фронте борьбы с немецкими захватчиками при прорыве обороны противника восточнее г. Штаргард и проявленные при этом доблесть и мужество                                                                                               |